# Crematogaster gavapiga
Crematogaster gavapiga är en myrart som beskrevs av Menozzi 1935. Crematogaster gavapiga ingår i släktet Crematogaster och familjen myror. Inga underarter finns listade i Catalogue of Life.